# Néfermaât (vizir de Snéfrou)
Pour les articles homonymes, voir Néfermaât.
Le prince Néfermaât est fils du roi Snéfrou (IVe dynastie) dont il fut le vizir (Tâty en ancien égyptien).
Son nom signifie littéralement « beauté/perfection de la justice (Maât) ».

Chef des travaux de la construction de la pyramide de Snéfrou, on lui prête l'invention de la technique d'incrustation des pâtes colorées : 
« Ainsi, dit-il dans sa tombe, il a fait ses dieux dans une écriture indélébile. »

## Famille
Il est décrit comme le fils aîné du roi Snéfrou. Le nom de sa mère n'est pas connu.
Ses enfants ne sont connus que par des représentations dans sa tombe ; les garçons Hémiounou, Isou, Téta, Khentimeresh et les filles Djefatsen et Isesou y sont dépeints comme des adultes, tandis que Itisen, Inkaef, Serfka, Ouehemka, Chepseska, Kachent, Ânkhercheretef, Ânkherfenedjef, Bouneb, Chepsesneb et Nebkhenet ainsi que la fille Pageti sont présentés comme des enfants.

## Fonctions
Il porte les titres de :
- « Vizir » (TAjtj sAb TAtj),
- « Prêtre de Bastet » (Hm nTr bAst.t),
- « Prêtre de la ceinture sacrée » (Hm nTr Ssmt.t),
- « Directeur de toutes les fonctions divines » (xrp jA.t nb.t nTr.t),
- « Noble héréditaire, le prince héritier » (jry pa.t HAty a),
- « Gardien de Nekhen » (jry nxn),
- « Porteur du sceau du roi de Basse-Égypte » (xtmw bity),
- « Fils aîné du roi » (sA nsw smsw),
- « Prêtre-sem de Min » (smA mnw),
- « Grand des cinq de la maison de Thot » (wr djw (m) pr DHwty),
- « Porte-parole de tout Boutite[3] » (r(A) pnb),
- « Chef de tous les travaux du roi » (jmy r(A) kA.t nb.t (nt) nsw).

## Sépulture

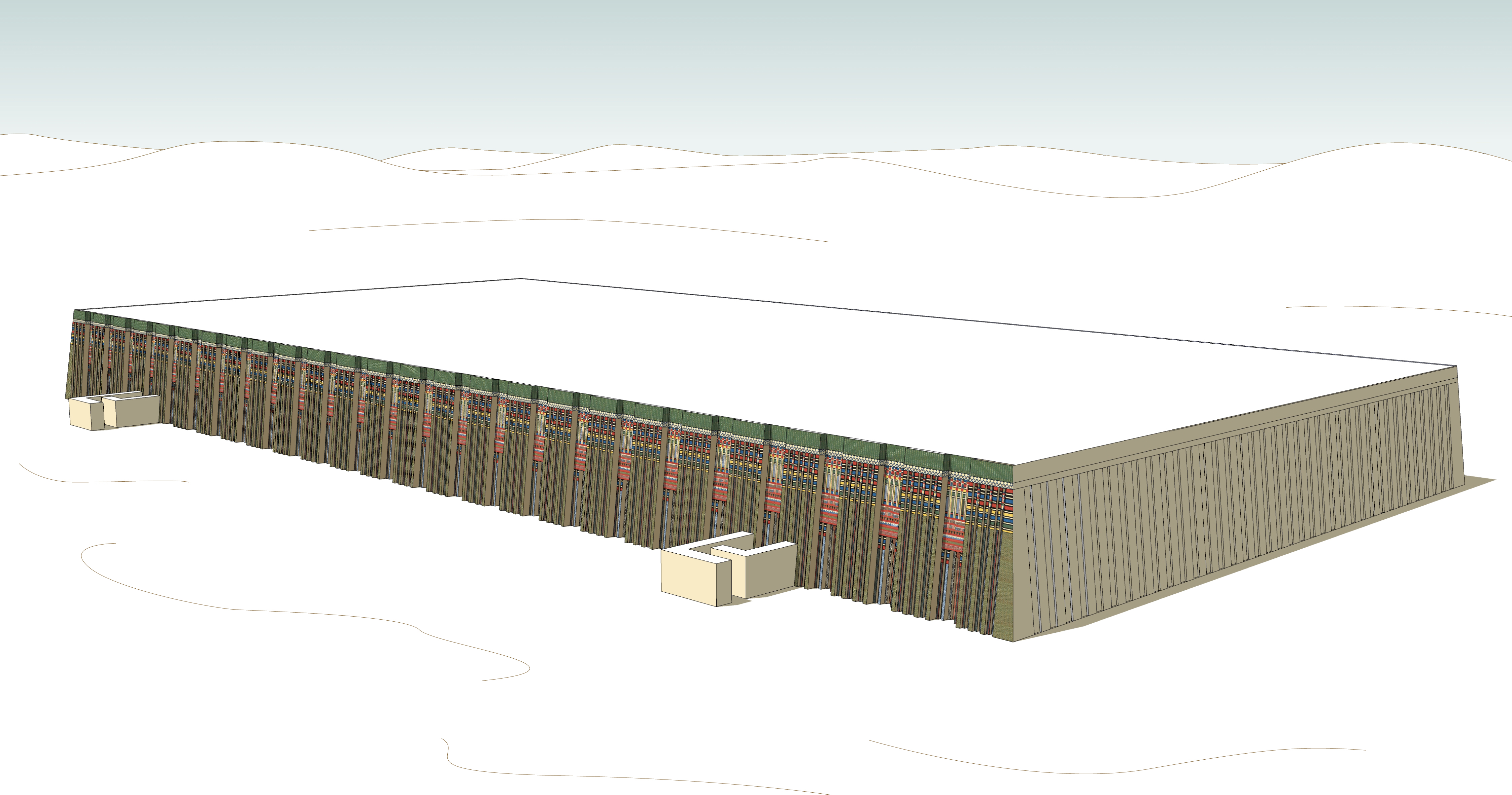
Mastaba de Néfermaât,.

Néfermaât a été enterré dans le mastaba 16 à Meïdoum qu'il partageait avec Itet, où il fit représenter dans son tombeau pas moins de quarante-cinq domaines lui appartenant. Néfermaât était l'un des nombreux enfants du pharaon Snéfrou qui fut enterré à Meïdoum. La tombe est connue pour la technique spéciale utilisée pour dessiner les scènes. Les sculpteurs représentaient des images profondément incisées qui étaient ensuite remplies de pâte colorée. Cette méthode demandait beaucoup de travail car la pâte avait tendance à sécher, à se fissurer, puis à tomber. La technique permet d'obtenir des scènes aux couleurs vives. Cette tombe est la seule connue à ce jour qui montre cette technique. Le fait que plus tard, le plâtre s'est fissuré et a entraîné la perte de la pâte, a probablement conduit les artisans à abandonner ce type de décoration.
La tombe de Néfermaât est célèbre pour la scène dite des Oies de Meïdoum faisant partie d'une scène de capture d'oiseaux au filet (aujourd'hui au musée égyptien du Caire, JE 34571/ CG 1742). Découverte en 1871 par Auguste Mariette et Luigi Vassalli, la scène fut réalisée en plâtre peint. La peinture a été retirée du mur pour être remontée à l'intérieur du musée de Boulaq. La scène entière représente six oies ; trois pointant vers la gauche et trois vers la droite. Chaque groupe de trois oies se compose d'une oie dont la tête est inclinée, qui mange et de deux oies dont la tête est relevée. Chaque groupe de trois animaux représente beaucoup d'oies, étant donné que trois représente le pluriel dans l'imagerie égyptienne. Il y a des différences dans le plumage des oiseaux qui brisent la symétrie générale de la scène. Cet exemple de peinture égyptienne est considéré comme un chef-d'œuvre.

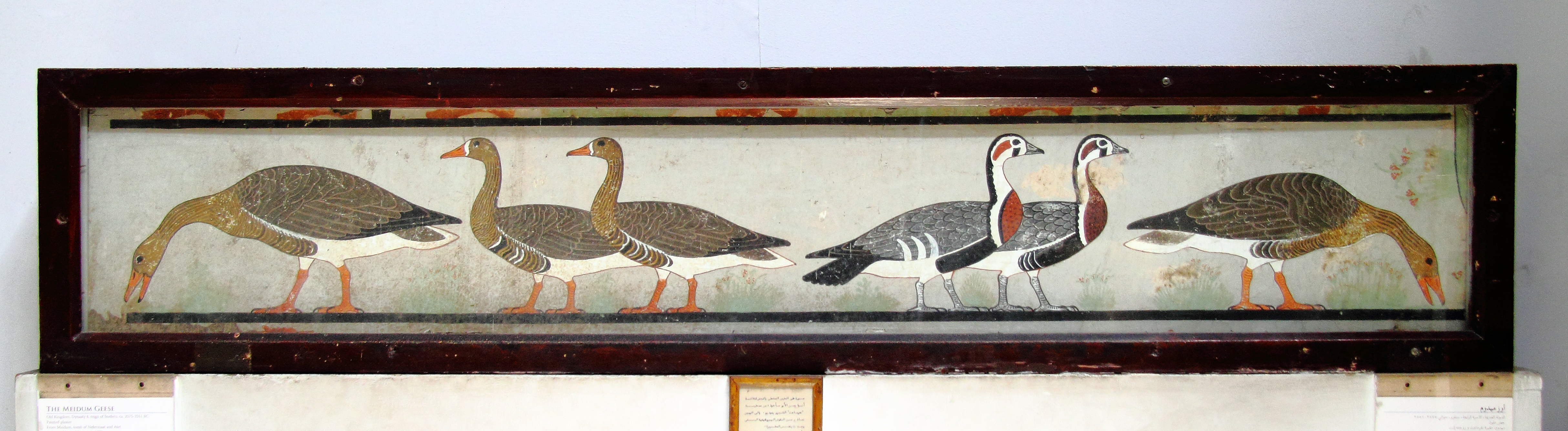
Fresque représentant les six oies, trouvée dans le mastaba de Néfermaât à Meïdoum.
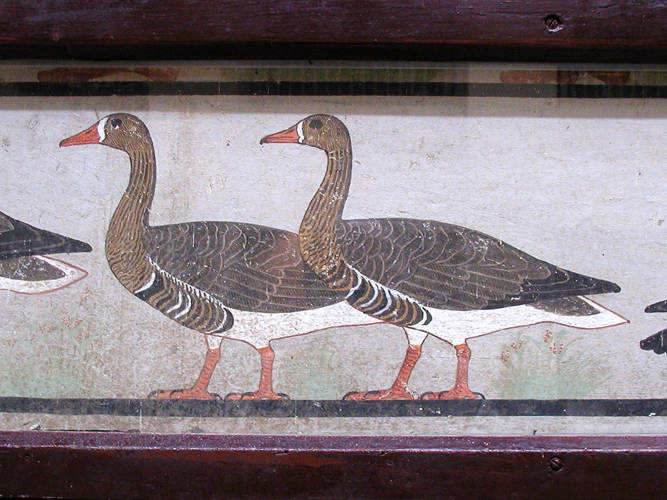
Détail de la fresque représentant les oies.
Fragment de la stèle fausse porte de Néfermaât - Musée du Louvre.

Le musée du Louvre détient une stèle fragmentaire de la fausse porte du mastaba de Néfermaât à Meïdoum. Les incrustations en pâtes colorées ont disparu rendant sa lecture parfois difficile, mais on y trouve les titres et épithètes de Néfermaât. Ce sont majoritairement des titres se rapportant à sa fonction de vizir.